# Marcos Vilaça

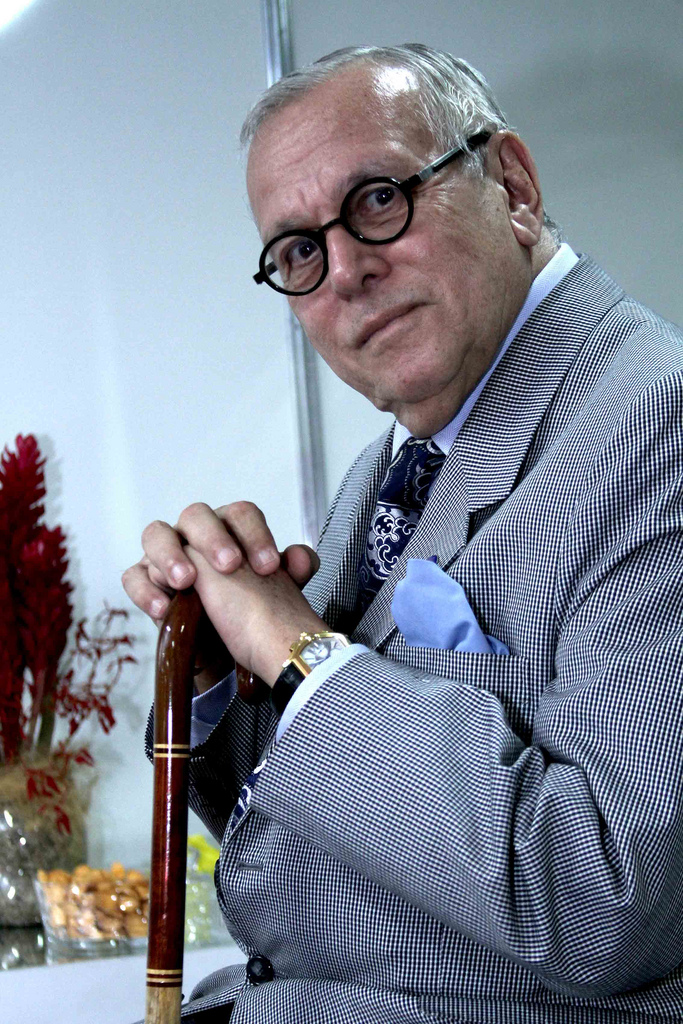
Marcos Vilaça, anlässlich der Verleihung des Ordem do Mérito Cultural 2011

Marcos Vinicios Rodrigues Vilaça (* 30. Juni 1939 in Nazaré da Mata, Pernambuco; † 29. März 2025 in Recife, Pernambuco) war ein brasilianischer Schriftsteller, Anwalt, Lehrer und Journalist.

## Leben
Marcos Vilaça war Professor für Internationales Öffentliches Recht an der Universität Universidade Federal de Pernambuco von 1964 bis 1994. Zeitweilig war er Präsident des brasilianischen Bundesrechnungshofes Tribunal de Contas da União (TCU).
Vilaças veröffentlichte inzwischen mehr als 70 Buchpublikationen und zahlreiche Essays. Sein erstes Werk Conceito de Verdade erschien 1958, sein außerhalb Brasiliens bekanntestes zusammen mit Roberto Cavalcanti de Albuquerque verfasstes Werk Coronel, Coronéis (Die Grundherren) wurde in mehrere Sprachen übersetzt.
Marcos Vilaça war der einzige Sohn von Antônio de Souza Vilaça und Evalda Rodrigues Vilaça. Verheiratet war er mit Maria do Carmo Duarte Vilaça, mit der er drei Kinder hatte.

## Academia Brasileira de Letras
Marcos Vilaça war von 2006 bis 2007 und von 2010 bis 2011 Präsident der Academia Brasileira de Letras. Er wurde am 11. April 1985, als Nachfolger von Mauro Mota, auf den Stuhl Nr. 26 gewählt.
Ebenso war er Präsident von 1970 bis 1972 der Academia Pernambucana de Letras, der er seit 1965 angehörte und dort den Stuhl Nr. 35 innehatte.

## Auszeichnungen
Vilaça erhielt zahlreiche Auszeichnungen, Orden und Preise. 2011 wurde ihm der Ordem do Mérito Cultural (OMC) verliehen.

## Werke (Auswahl)
- Conceito de Verdade. Recife 1958.
- A Escola e Limoeiro. 1958.
- Americanas. 1960. (Reisechroniken)
- Coronel, Coronéis. 1965, überarbeitete Neuauflagen 1978 und 2003, zusammen mit Roberto Cavalcanti de Albuquerque.
  - Deutsch: Die Grundherren. Höhepunkt und Niedergang der traditionellen Grundherrschaft im Nordosten Brasiliens. Brasilienkunde-Verlag, Mettingen 2005, ISBN 3-88559-087-5.
  - Englisch: Lords of the Backlands. Wyvern-Sel, London 1987.
  - Spanisch: Señores de la Tierra. Fundación Biblioteca Ayacucho, Caracas 1999.
  - Französisch: Pouvoir et Domination au Nordeste du Brésil: Les Seigneurs des Terres. L´Harmatan, Paris 2002.
- Em Torno da Sociologia do Caminhão. Recife, 1961
  - Italienisch: Per una Sociologia del Camionista. Pellicani, Roma 1999.
- Ariano Suassuna na Academia Brasileira de Letras. 1990.